# Sociedad Española de Salud Pública y Administración Sanitaria
La Sociedad Española de Salud Pública y Administración Sanitaria (SESPAS) es una sociedad científica con sede en España, cuyo marco de trabajo son las actividades sociales y sanitarias. Desarrolla una visión amplia de la Salud Pública y de la Administración Sanitaria al incluir numerosas disciplinas, con una perspectiva de colaboración e integración de las aportaciones de cada una de ellas.

## Misión
Su misión es contribuir a la mejora de la salud y los servicios de atención sanitaria de la población española.

## Visión
Plantea una salud pública con dimensión global o planetaria, plenamente solidaria con otros pueblos de la Tierra, y consciente de que los problemas de Salud Pública no se detienen ni respetan las fronteras políticas o geográficas entre países o continentes.

## Actuación
Sus objetivos socio-sanitarios pretende conseguirlos a través de una serie de actividades y líneas de trabajo:
- Publicaciones (revistas e informes). Promoviendo del conocimiento científico y el desarrollo profesional de la salud pública.
- Congresos y reuniones científicas. Creando foros de encuentro e intercambio, para profesionales e instituciones, entre los distintos ámbitos y perspectivas que configuran la moderna salud pública.[3]
- Apoyo y asesoría a las instituciones y autoridades sanitarias. Abogando por problemas sociales y sanitarios, tanto hacia grupos vulnerables que acumulan desventaja social y sanitaria, como a problemas y riesgos de salud particularmente importantes.
- Aportando recursos científicos, técnicos, formativos y de organización. Para estimular el desarrollo profesional en el amplio marco de disciplinas de la salud pública y la administración sanitaria.

## Composición
SESPAS, además de tener socios individuales, es básicamente una "sociedad de sociedades". Está constituida por 3.600 socios, en general miembros de las sociedades científicas españolas federadas en su seno:
- Asociación Andaluza de Salud Pública (HIPATIA)
- Asociación de Economía de la Salud (AES)
- Asociación de Enfermería Comunitaria (AEC)
- Asociación de Juristas de la Salud (AJS)
- Red Española de Atención Primaria (REAP)
- Sociedad Canaria de Salud Pública (SCSP)
- Societat de Salut Publica de Catalunya i de Balears (SSPCiB)
- Sociedad Española de Epidemiología (SEE)
- Sociedad Española de Sanidad Ambiental (SESA)
- Asociación Madrileña de Salud Pública (AMaSaP)

## Publicaciones

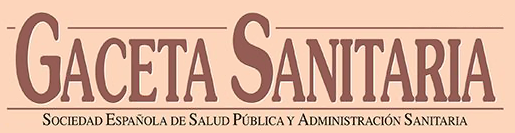
Cabecera de Gaceta Sanitaria.

- Revista bimestral: Gaceta Sanitaria[5]
- Informes bienales: Informe SESPAS[6]

## Grupos de trabajo
Los Grupos SESPAS son un instrumento central de trabajo asociativo, para promover un intercambio profesional entre las distintas disciplinas sobre temas que tienen una cierta estabilidad o continuidad; y que se configuran como ejes horizontales a los que todas las sociedades y socios están llamadas a contribuir.
- El Grupo de Género y Salud Pública su misión es contribuir a la reducción de las desigualdades entre los hombres y las mujeres desde la perspectiva de la salud pública.[8]

- El Grupo de Políticas y Planes de Salud cada dos años organiza un encuentro en el que se dan cita los responsables de planificación sanitaria nacional y autonómicos, y los profesionales e investigadores más destacados y próximos a esta área temática.[9]